# Leonid Novickij
Leonid Borisovič Novickij (in russo Леонид Борисович Новицкий?; Čeljabinsk, 1º luglio 1968) è un pilota di rally russo, specializzato nei rally raid, vincitore di due Coppa del mondo rally raid (2010 e 2011).

## Biografia
Pilota ufficiale del team tedesco X-Raid, il suo navigatore è il tedesco Andreas Schulz, già vincitore di due Dakar (2001 e 2003).

## Palmarès
2009
- 8º al Rally Dakar

2010
- all'Abu Dhabi Desert Challenge
- al Rally di Tunisia
- all'Estoril-Portimão-Marrakech
- in Coppa del mondo rally raid

2011
- all'Italian Baja
- all'Abu Dhabi Desert Challenge
- al Rally di Tunisia
- in Coppa del mondo rally raid

2012
- 4º al Rally Dakar

## Risultati alla Dakar
| Anno | Classe | Scuderia                              | Vettura               | Pos. | TV |
| ---- | ------ | ------------------------------------- | --------------------- | ---- | -- |
| 2006 | Auto   | Nissan Tecno Sport                    | Nissan Pathfinder R51 | 25°  | 0  |
| 2007 | Auto   | Tibau Team / Russian Team             | Mitsubishi Triton     | 20º  | 0  |
| 2009 | Auto   | X-Raid Russia                         | BMW X3 CC             | 8°   | 0  |
| 2010 | Auto   | X-raid Team                           | BMW X3 CC             | 11°  | 0  |
| 2011 | Auto   | X-raid Team                           | BMW X3 CC             | Rit  | 0  |
| 2012 | Auto   | Monster Energy Rally Raid Team X-raid | Mini All4 Racing      | 4º   | 2  |
| 2013 | Auto   | Monster Energy X-raid Team            | Mini All4 Racing      | 3º   | 0  |